# أسبوع سنغافورة الدولي للمياه
يمثل أسبوع سنغافورة الدولي للمياه (SIWW) منصة للشركاء من صناعة المياه العالمية. وتشمل برامج SIWW الرئيسية مؤتمر قادة المياه واتفاقية المياه ومعرض للمياه ومنتديات الأعمال والحلول المائية المائية والصناعية. ويتوج بجائزة لي كوان يو للمياه، وهي جائزة تعترف بالمساهمات في حل مشاكل المياه العالمية. 
وقد تم إطلاق معرض SIWW الافتتاحي في عام 2008. ومنذ عام 2012 ، عقد معهد SIWW كل سنتين بالتزامن مع مؤتمر القمة العالمي للمدن ومؤتمر قمة سنغافورة للبيئة النظيفة (بالإنجليزية: CleanEnviro Summit Singapore)‏. في عام 2013، كان الاهتمام منصباً على قطاع مرافق المياه مع منتدى قادة مرافق مياه SIWW (SWULF).

## وصلات خارجية
- Official site
- Water-Conferences.com